# Міський аеропорт Торонто ім. Біллі Бішопа
Міський аеропорт Торонто ім. Біллі Бішопа (офіційна назва — Billy Bishop Toronto City Airport, раніше — Toronto City Center Airport ) — невеликий комерційний аеропорт на одному з островів Торонто, Канада. Аеропорт має три злітні смуги та розташований на найзахіднішому відгалуженні острова Сентер-Айленд. Між аеропортом і материком перевозить пасажирів і транспортні засоби шатл-пором. 30 липня 2015 року також був відкритий пішохідний тунель, який з'єднує аеропорт з материком.
Навігаційна служба Канади класифікує цей аеропорт як аеропорт в’їзду, і там дислокуються співробітники Канадського прикордонного агентства (CBSA), які дозволяють в’їзд з-за кордону.

## Історія
Відкритий у 1939 році, аеропорт спочатку називався Аеродром Порт-Джордж VI. Під час Другої світової війни Королівські ВПС Канади використовували аеропорт для навчальних цілей разом з ВПС Норвегії. У 1983 році міська влада Торонто видала суворіші вказівки щодо повітряного руху в Міському аеропорту. Наприклад, польоти реактивних літаків заборонені, за винятком польотів MedEvac. Оператором аеропорту є портова компанія Toronto Port Authority.
10 листопада 2009 року аеропорт було офіційно перейменовано на Міський аеропорт Торонто ім. Біллі Бішопа на честь легендарного пілота, пізніше маршала авіації Біллі Бішопа. 

## Вебпосилання
- Веб-сайт аеропорту Торонто Біллі Бішопа